# Adrián Goide
Adrián Eduardo Goide Arredondo (L'Avana, 26 giugno 1998) è un pallavolista cubano, palleggiatore dell'UPIS.

## Carriera

### Club
La carriera di Adrián Goide inizia nei tornei provinciali cubani, giocando per la squadra del Sancti Spíritus. Nella stagione 2017-18 riceve il permesso per giocare all'estero e firma per il Gigantes del Sur, nella Liga Argentina de Voleibol, dove resta due annate. Dopo un periodo di inattività, torna in campo nel campionato 2020-21, approdando all'Haliliye, club neopromosso della Efeler Ligi turca, dove tuttavia resta solo per un breve periodo. Torna a giocare direttamente nel campionato seguente, quando viene ingaggiato dall'UPIS, club neopromosso della Superliga Série A brasiliana

### Nazionale
Nel 2015 fa il suo esordio nella nazionale cubana vincendo la medaglia d'argento al campionato nordamericano, mentre un anno dopo si aggiudica l'oro alla Coppa panamericana, oltre a partecipare ai Giochi della XXXI Olimpiade di Rio de Janeiro. 
Gioca anche per le selezioni giovanili cubane, vincendo la medaglia d'argento alla coppa panamericana Under-23 2016, alla coppa panamericana Under-21 2017, dove viene premiato come miglior palleggiatore, e al campionato mondiale Under-21 2017, oltre a quella di bronzo al campionato mondiale Under-23 2017. 
Con la selezione adulta conquista il bronzo alla Coppa panamericana 2017 e poi l'oro nell'edizione 2019 del torneo. Nel 2019 vince anche la medaglia d'argento alla Volleyball Challenger Cup e ai XVIII Giochi panamericani, oltre a quella d'oro alla NORCECA Champions Cup, dove viene premiato come miglior palleggiatore, e al campionato nordamericano. In seguito si aggiudica altri quattro ori, rispettivamente alla NORCECA Final Four 2022, alla NORCECA Final Six 2022, dove viene insignito del premio come miglior palleggiatore, alla Volleyball Challenger Cup 2022 e alla Coppa panamericana 2022.

## Palmarès

### Nazionale (competizioni minori)
- Coppa panamericana 2016
- Coppa panamericana Under-23 2016
- Coppa panamericana Under-21 2017
- Campionato mondiale Under-21 2017
- Coppa panamericana 2017
- Campionato mondiale Under-23 2017
- Coppa panamericana 2019
- Volleyball Challenger Cup 2019
- Giochi panamericani 2019
- NORCECA Champions Cup 2019
- NORCECA Final Four 2022
- NORCECA Final Six 2022
- Volleyball Challenger Cup 2022
- Coppa panamericana 2022

### Premi individuali
- 2017 - Coppa panamericana Under-21: Miglior palleggiatore
- 2018 - Qualificazioni nordamericane alla Volleyball Challenger Cup: Miglior palleggiatore
- 2019 - Qualificazioni nordamericane alla Volleyball Challenger Cup: Miglior palleggiatore
- 2019 - NORCECA Champions Cup: Miglior palleggiatore
- 2022 - NORCECA Final Six: Miglior palleggiatore